# Slovenský Pohár 2011-2012
La Coppa di Slovacchia 2011-12 (in slovacco Slovenský Pohár) fu la 19ª edizione del torneo.
Si tenne tra il 23 agosto 2011 e l'8 maggio 2012.
Lo Žilina vinse il trofeo per la prima volta, battendo in finale il Senica.

## Primo turno
Hanno partecipato a questo turno 12 squadre di 1. Slovenská Futbalová Liga, 25 di terza serie e 4 delle divisioni inferiori. Le partite si sono giocate il 23 agosto e il 24 agosto 2011.
| Squadra 1            | Risultato         | Squadra 2           |
| -------------------- | ----------------- | ------------------- |
| Lokomotíva Zvolen    | per ritiro        | Odeva Lipany        |
| Dolný Kubín          | 7 – 0             | Goral Stará Ľubovňa |
| Šport Podbrezová     | 0 – 0 (3 – 1 dtr) | Bodva M.n.B.        |
| Baník Ružiná         | per ritiro        | Vranov nad Topľou   |
| Liptovský Mikuláš    | 0 – 1             | Zemplín Michalovce  |
| Slavoj Trebišov      | per ritiro        | Slovan Giraltovce   |
| Partizán Bardejov    | 1 – 1 (4 – 5 dtr) | LAFC Lučenec        |
| Poprad               | 1 – 0             | Banská Bystrica     |
| Kremnička            | 1 – 0             | Rimavská Sobota     |
| Kalinkovo            | 0 – 4             | Moravany nad Váhom  |
| Nové Mesto nad Váhom | 0 – 2             | Sokol Dolná Ždaňa   |
| SFM Senec            | 2 – 2 (4 – 5 dtr) | Spartak Myjava      |
| Dubnica              | 1 – 2             | Vrbové              |
| Nové Zámky           | 0 – 3             | Šamorín             |
| Slovan Nemšová       | per ritiro        | Spartak Vráble      |
| Spišská Nová Ves     | 1 – 1 (4 – 2 dtr) | Lokomotíva Košice   |
| Pezinok              | 1 – 0             | Slovan Duslo Šaľa   |
| Petržalka            | 5 – 0             | Sereď               |
| Topvar Topoľčany     | 0 – 1             | Púchov              |
| Dunajská Lužná       | 2 – 3             | Bystrica            |

## Secondo turno
Partecipano le 20 vincenti del primo turno e le 12 squadre di Corgoň Liga. Le partite si giocano tra il 13 e il 21 settembre 2011.
| Squadra 1               | Risultato         | Squadra 2         |
| ----------------------- | ----------------- | ----------------- |
| Moravany nad Váhom      | 1 – 4             | ViOn Z.M.         |
| Púchov                  | 0 – 3             | Spartak Trnava    |
| Spišská Nová Ves        | 0 – 5             | Žilina            |
| Tatran Prešov           | 2 – 0             | Šport Podbrezová  |
| Zemplín Michalovce      | 1 – 1 (3 – 4 dtr) | Dukla B.B.        |
| Lokomotíva Zvolen       | 1 – 2             | Poprad            |
| VSS Košice              | 4 – 1             | Dolný Kubín       |
| Sokol Dolná Ždaňa       | 2 – 2 (5 – 4 dtr) | Ružomberok        |
| DAC Dunajská Streda     | 0 – 1             | Spartak Myjava    |
| Raven Považská Bystrica | 1 – 2             | Senica            |
| Petržalka               | 0 – 3             | AS Trenčín        |
| Slovan Nemšová          | 2 – 0             | Šamorín           |
| LAFC Lučenec            | 4 – 0             | Kremnička         |
| Baník Ružiná            | a tavolino        | Slovan Giraltovce |
| Vrbové                  | 0 – 3             | Nitra             |
| Pezinok                 | 0 – 1             | Slovan Bratislava |

## Ottavi di finale
Le partite si giocano tra il 27 settembre e il 26 ottobre 2011.
| Squadra 1         | Risultato         | Squadra 2         |
| ----------------- | ----------------- | ----------------- |
| Poprad            | 0 – 0 (3 – 4 dtr) | Žilina            |
| VSS Košice        | 2 – 1             | Nitra             |
| Sokol Dolná Ždaňa | 0 – 2             | Dukla B.B.        |
| Baník Ružiná      | 0 – 3             | Senica            |
| ViOn Z.M.         | 3 – 0             | Spartak Myjava    |
| Tatran Prešov     | 4 – 0             | LAFC Lučenec      |
| Slovan Nemšová    | 0 – 2             | Spartak Trnava    |
| AS Trenčín        | 1 – 1 (2 – 4 dtr) | Slovan Bratislava |

## Quarti di finale
| Squadra 1      | Totale            | Squadra 2         | Andata | Ritorno |
| -------------- | ----------------- | ----------------- | ------ | ------- |
| Senica         | 2 – 2 (4 – 2 dtr) | Slovan Bratislava | 2 – 0  | 0 – 2   |
| VSS Košice     | 2 – 3             | ViOn Z.M.         | 2 – 2  | 0 – 1   |
| Žilina         | 3 – 3 (5 – 4 dtr) | Tatran Prešov     | 2 – 1  | 1 – 2   |
| Spartak Trnava | 2 – 3             | Dukla B.B.        | 1 – 2  | 1 – 1   |

### Andata
| Arbitro: | Matúš |

|                     |           |                      |
| Karaš 22’ Diaby 33’ | Marcatori | 11’ Farkaš 72’ Hodek |

| Arbitro: | Hracho |

|                          |           |          |
| Mráz 60’ (rig.) Deza 76’ | Marcatori | 9’ Macko |

| Arbitro: | Trutz |

|          |           |                         |
| Koné 58’ | Marcatori | 15’ Jakubko 48’ Uškovič |

| Arbitro: | Peter Kráľovič |

|                        |           |  |
| Gajdošik 55’ Diviš 85’ | Marcatori |  |

### Ritorno
| Arbitro: | Kráľovič |

|           |           |  |
| Brčák 62’ | Marcatori |  |

| Arbitro: | Ježík |

|                      |                      |            |
| Krajník 45’ Guba 72’ | Marcatori            | 57’ Ceesay |
|                      | Tiri di rigore 4 – 5 |            |

| Arbitro: | Prešinský |

|               |           |            |
| Považanec 22’ | Marcatori | 22’ Petráš |

| Arbitro: | Vnuk |

|                            |                      |  |
| Halenár 83’ Milinković 89’ | Marcatori            |  |
|                            | Tiri di rigore 2 – 4 |  |

## Semifinali
| Squadra 1 | Totale | Squadra 2  | Andata | Ritorno |
| --------- | ------ | ---------- | ------ | ------- |
| Žilina    | 1 – 0  | Dukla B.B. | 1 – 0  | 0 – 0   |
| ViOn Z.M. | 1 – 4  | Senica     | 1 – 1  | 0 – 3   |

### Andata
| Arbitro: | Pavlík |

|            |           |  |
| Akakpo 47’ | Marcatori |  |

| Arbitro: | Smolák |

|           |           |            |
| Hodek 57’ | Marcatori | 85’ Strnad |

### Ritorno
| Banská Bystrica 24 aprile 2012, ore 17:30 UTC+2 | Dukla Banská Bystrica | 0 – 0 | Žilina | Štadión SNP Štiavničky (2.210 spett.)\| Arbitro: \| Miroslav Fajčík \| |
| Arbitro:                                        | Miroslav Fajčík       |       |        |                                                                        |

| Arbitro: | Roman Matúš |

|                             |           |  |
| Kóňa 10’ Blackburn 58’, 72’ | Marcatori |  |

## Finale
| Arbitro: | Ľubomír Samotný |

|                                |           |               |
| Majtán 7’ Barčík 49’ Deza 104’ | Marcatori | 11’, 73’ Kóňa |